# Îles Quirimbas
Les îles Quirimbas ou Quérimbes sont un archipel du canal de Mozambique au large des côtes du Mozambique, près de Pemba, le chef-lieu de la province de Cabo Delgado.
L'archipel comprend 32 îles, dont les plus importantes sont : Ibo, Matemo, Quilaluia, Quirimba, Quisiva et Rolas. L'île la plus au nord est Tecomaji, Quisiva la plus au sud.

L'ile d'Ibo est dévastée par le passage d'un puissant cyclone en avril 2019. Près de 90 % des habitations y sont détruites, selon l’ONU.
Le parc national des Quirimbas, créé en 2002, couvre une surface de 7 500 km2 et comprend la plupart des îles, qui sont entourées de mangroves et pour beaucoup inhabitées.
La réserve de biosphère Quirimbas reconnue en 2018 par l'Unesco se compose de onze îles de l'archipel ainsi que de la rivière de Montepuez et le lac Bilibiza. Cette réserve pourrait être menacée par des projets d'exploitation gazière envisagés par des multinationales européennes.

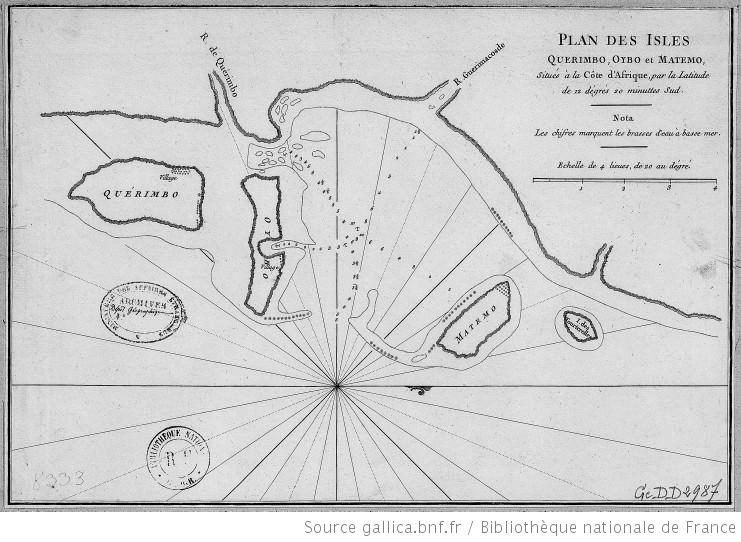
« Plan des isles Querimbo, Oybo et Matemo » (1775)